# 安全乡
安全乡，是中华人民共和国湖南省常德市安乡县下辖的一个乡镇级行政单位。

## 行政区划
安全乡下辖以下地区：
董家垱社区、董家垱村、毛家豇村、潭子头村、沙滩口村、茶窖村、恒丰村、丁家洲村、至中村、协安垸村、高王村和汤家岗村。